# Giuliana Berlinguer
Giuliana Berlinguer, nascuda Giuliana Ruggerini (Màntua, 23 de novembre de 1933 - Roma, 15 de setembre de 2014), va ser una directora de cinema, guionista i escriptora italiana.

## Biografia
Giuliana Ruggerini va prendre el cognom Berlinguer després del seu matrimoni amb Giovanni Berlinguer, germà d'Enrico Berlinguer amb qui va tenir tres fills: Luisa (1959), Mario (1962) i Lidia (1963).
Llicenciada en Dret a la Universitat Catòlica de Milà, va obtenir un diploma de direcció a l'Accademia nazionale d'arte drammatica, on va compartir classe amb Mario Missiroli i Giorgio Pressburger. Va entrar a Rai en concurs juntament amb Enrico Vaime i Liliana Cavani.
La realització de Boris Godunov (1966), va ser la primera prova exigent, però el guió que li va donar més fama va ser Nero Wolfe, en 10 episodis (dos dels quals també va escriure el guió). Mentre treballava als exteriors a Nova York va tenir l'oportunitat de conèixer personalment Rex Stout, aleshores amb 81 anys.
Per la seva activitat com a escriptora va rebre el Premi Rapallo 1986 per Una per sei, el Premi Città di Penne 1998 i el Premi Biennale di Narrativa "Matelica - Libero Bigiaretti" 1998 per Il mago dell'occidente. També va ser finalista al Premi Strega 1985 amb Una per sei i el 1988 amb Il braccio d'argento.
Amb l'actriu Irene Papas ha presentat la tragèdia Ecuba a la Universitat de Tor Vergata: 5 representacions el setembre de 2003. Les actuacions de l'espectacle es van enregistrar i la pel·lícula relativa es va presentar el 15 de juny de 2005 al Taormina Film Fest.

## Filmografia

### Cinema
- Il disertore, de Giuliana Berlinguer (1983)
- Un altro mondo è possibile (pel·lícula col·lectiva, 2001)
- Lettere dalla Palestina (pel·lícula col·lectiva, 2002)
- Ecuba - il film, de Giuliana Berlinguer i Irene Papas (2004)

### Televisió
- I due timidi, d'Eugène Labiche, emesa el 22 d'agost 1963 .
- La facciata, de Fausto Maria Martini, emesa el 4 d'agost 1964 .
- L'anniversario, d'Anton Čechov, emesa el 29 de desembre 1964 .
- La data, original televisiu de Belisario Randone, emesa el 21 de gener 1965 (serie TV "Vivere insieme").
- Il guastafeste, original televisiu d'Enrico Bassano, emesa el 25 de febrer 1965 (serie TV "Vivere insieme").
- Corta o lunga, d'Edoardo Anton, emesa el 14 de maig 1965 (serie TV "Vivere insieme").
- Non dire quattro..., de Marie-Louise Villiers, emesa el 21 de juliol 1965 .
- La locanda, de Nicola Manzari, emesa el 20 d'agost 1965
- Dalila, de Ferenc Molnár, emesa el 9 novembre 1965 .
- Tasse, morale a parte, original televisiu de Gino De Sanctis, emesa el 25 març 1966 (serie TV "Vivere insieme").
- Boris Godunov, d'Aleksandr Puixkin, emès en dues parts el 21 i 23 d'octubre 1966 .
- Nero Wolfe, da Rex Stout primera temporada, 6 episodis en dues parts, emesa del 21 de febrer al 3 d'agost 1969
- Nero Wolfe, da Rex Stout, segona temporada, 4 episodis, temesa del 3 de gener 1970 al 23 de febrer 1971.
- La donna dai capelli rossi, de Sam Locke e Paul Roberts, emesa el 19 de maig 1972 .
- La miliardaria, de George Bernard Shaw, emesa el 22 de desembre 1972 .
- Ragazzo cercasi, guió de Giuliana Berlinguer, emesa el 5 de setembre de 1974.
- Dalla vita di un autore, de Jean Anouilh, emesa el 22 d'agost 1975 .
- La parola, il fatto, episodi Anarchia, de Giuliana Berlinguer i Lucio Mandarà, emesa l’1 d'octubre 1975.
- La parola, il fatto, episodi Burocrazia, de Giuliana Berlinguer, Lucio Mandarà i Vanna Barenghi, trasmès l'8 d'octubre 1975.
- La parola, il fatto, episodi Cafone, de Giuliana Berlinguer, Lucio Mandarà i Vanna Barenghi, emesa el 15 d'octubre 1975.
- La parola, il fatto, episodi Speculazione, de Giuliana Berlinguer, Dante Matelli i Giovanni Minoli, emesa el 29 d'octubre 1975.
- Con un po' di paura, d'Alfred de Vigny, emesa el 26 març 1976 .
- L'esercito di Scipione, del conte de Giuseppe D'Agata, guió de Giuliana Berlinguer, Lucia Bruni i Giuseppe D'Agata, minisèrie en 3 episodis, del 13 al 27 de gener 1977.
- Un vestito per un saggio, del conte The Last Mohican de Bernard Malamud, guió de Giovanna Berlinguer, emesa el 22 novembre 1979 (film tv).
- Episodi dalla vita di un uomo, de Giuliana Berlinguer, emesa el 2 de setembre de 1980 (film tv).
- Ospiti, de Ronald Harwood, emesa el 10 de maig 1982 .
- Un asino al patibolo, de Giuseppe Cassieri, emesa el 28 de maig 1982 .